# John Fowler
John Fowler, 1.º Baronete KCMG (Wadsley, 15 de julho de 1817 - Bournemouth, 20 de novembro de 1898) foi um engenheiro ferroviário da Inglaterra vitoriana. Ajudou a construir a primeira linha do metropolitano de Londres, a Metropolitan line, em 1860, uma linha construída pelo método "cut-and-cover". Sua realização foi a melhor ponte ferroviária de Forth, construída na década de 1880.